# Château de Castelloubon

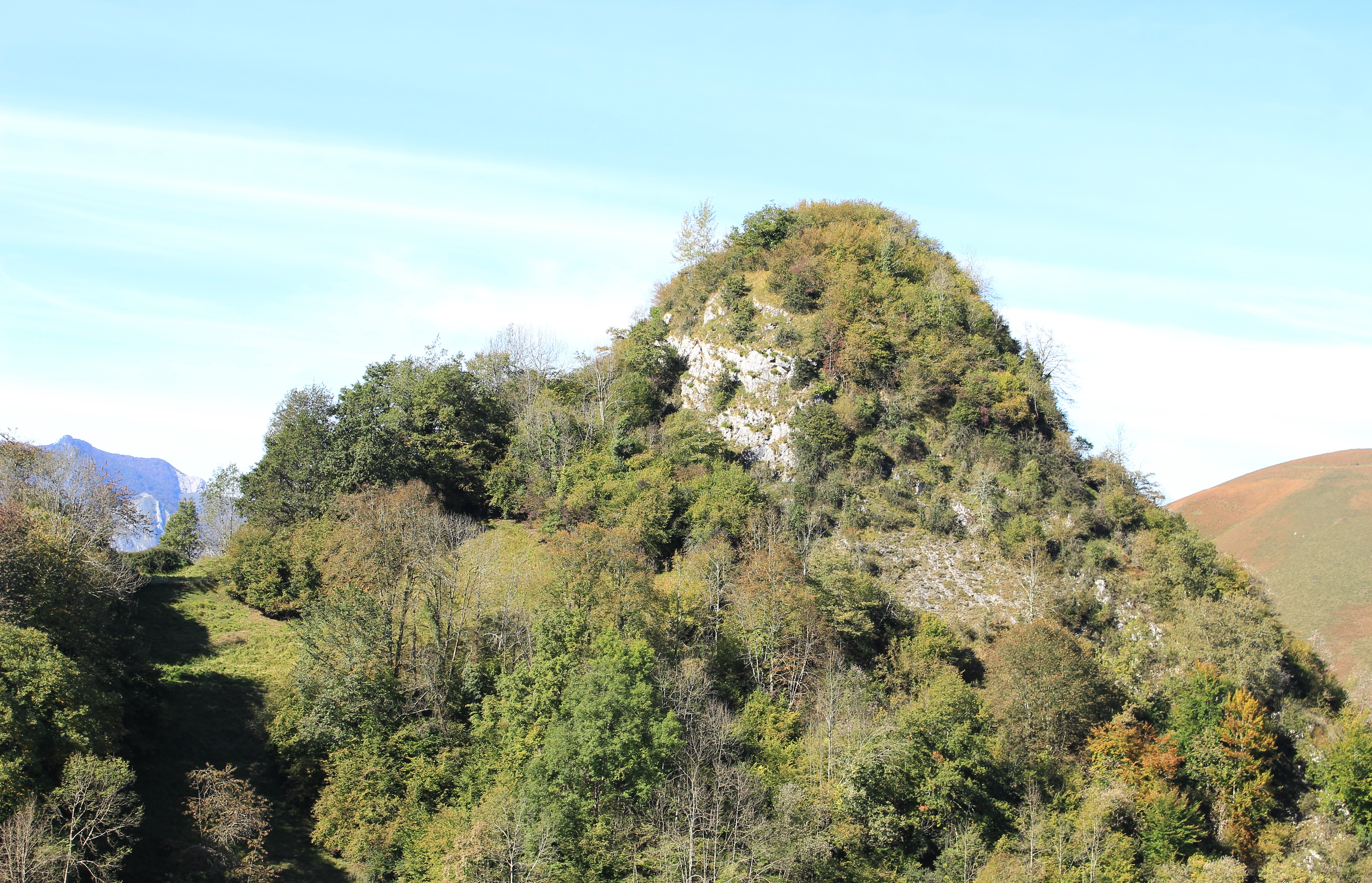
Vue du piton.

Le château de Castelloubon ou château fort de Castel-Loubon est un château fort datant des Xe siècle et XIIIe siècle.

## Localisation
Le château est situé sur la commune d'Ourdis-Cotdoussan, en vallée de Castelloubon dans le département français des Hautes-Pyrénées en région Occitanie. Il est implanté sur un piton rocheux au nord de la commune en haut du village de Cotdoussan tout proche de l'église Saint-Jacques de Cotdoussan.

## Historique
La construction du château de Castelloubon date du Xe au XIIIe siècle, le nom rappelle l'origine de sa fondation par le premier vicomte du Lavedan, Mansion Loup, au début du Xe siècle.
Le château fort de Castel-Loubon fut la résidence des vicomtes de Lavedan  jusqu'au début du XIe siècle. 
Actuellement on y trouve les ruines orientée est-ouest de ses deux premiers murs d’enceinte, ceux du donjon et d’une tour déjà ruiné par l’abandon de ses propriétaires, les vicomtes de Lavedan et du tremblement de terre de 1660 qui a probablement achevé sa destruction comme le château Jalou de Geu.